# Nusa Penida
Nusa Penida (balinais : ᬦᬸᬲ ᬧᭂᬦᬶᬤ) est une île de la province de Bali située au sud-est de l'île du même nom, en Indonésie. Administrativement, elle a un statut de kecamatan et est rattachée au kabupaten de Klungkung. Deux petites îles se trouvent à proximité : Nusa Lembongan et Nusa Ceningan. Le détroit de Badung sépare Nusa Penida de l'île de Bali.

## Géographie

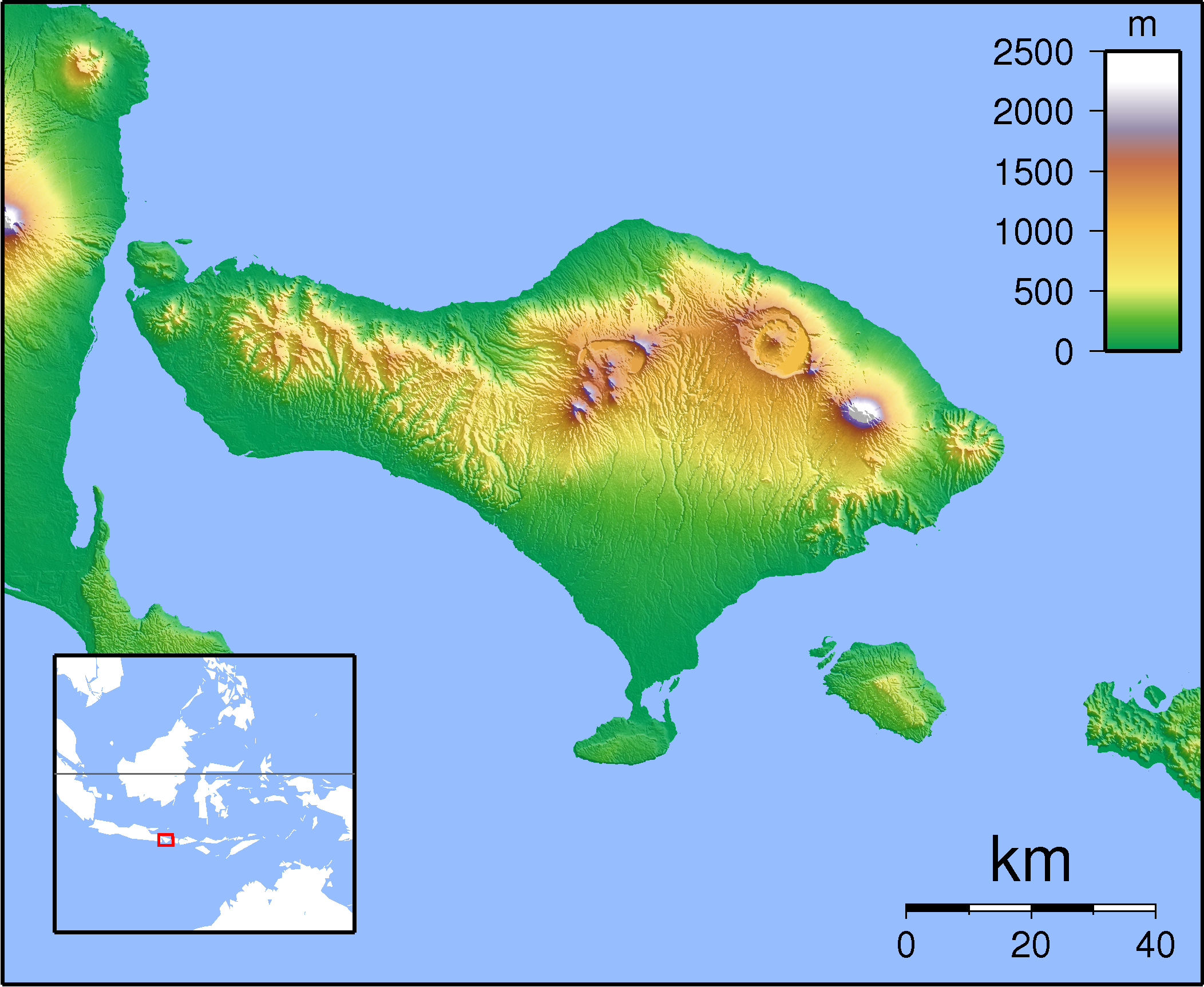
Nusa Penida se trouve au sud-est de Bali.

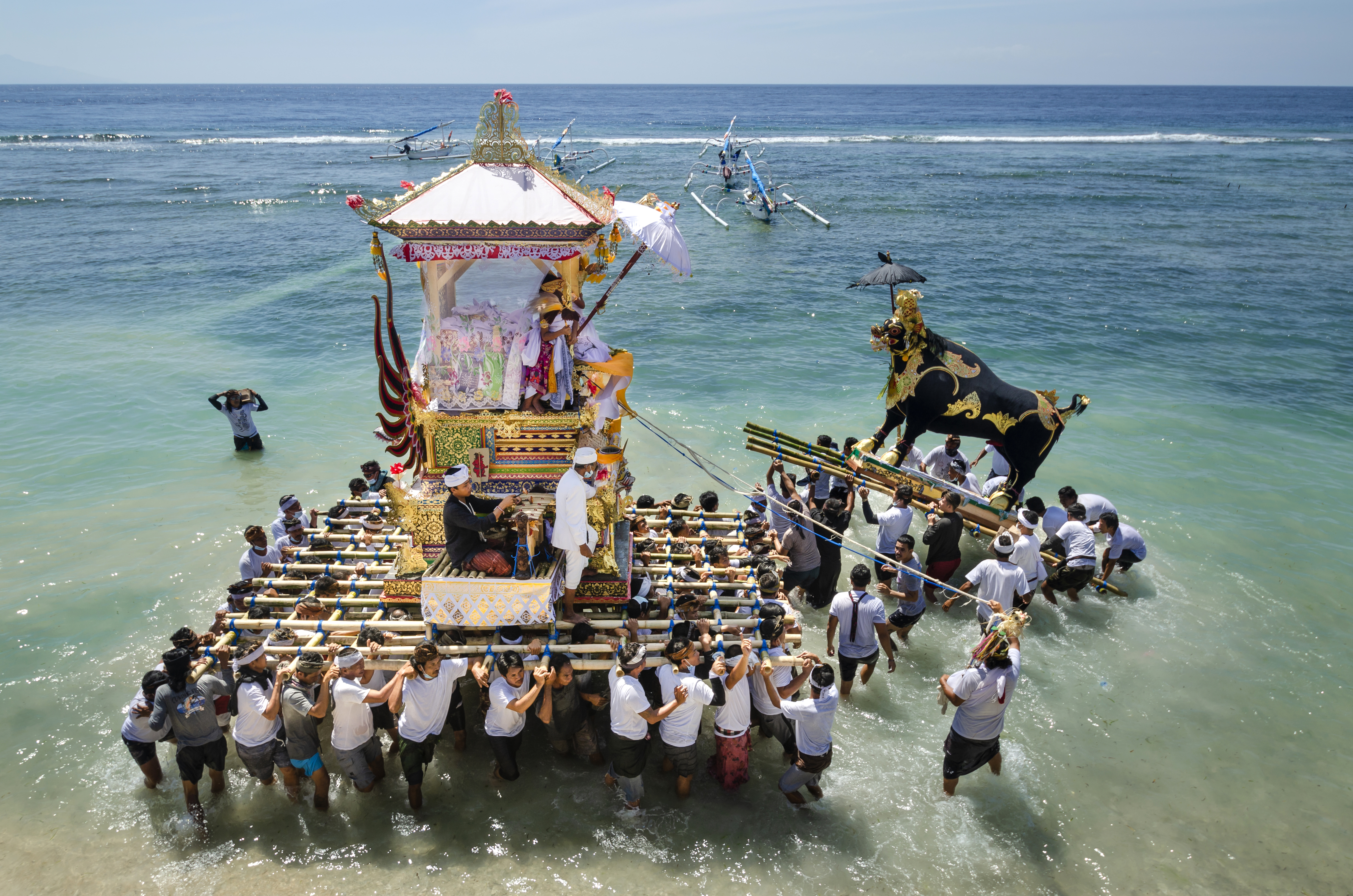
Cérémonie de crémation, le Ngaben, à Nusa Penida. Aout 2021.

Nusa Penida se situe en mer de Bali et sa surface est d’environ 197 kilomètres carrés. Contrairement à Bali et à Lombok, qui sont principalement d'origine volcanique, Nusa Penida est intégralement composée de calcaire.
L’île est formée de trois plateaux, qui correspondraient à trois étapes géologiques successives. Le plus haut plateau, au centre de l’île, et qui serait le plus ancien, s'élève à environ 450 mètres d'altitude. Il mesure environ 8 km de long et 2,5 km de large.
Un deuxième plateau culmine à une altitude moyenne de 220 mètres, et constitue des falaises spectaculaires qui dominent les côtes ouest et sud de l’île.  

Enfin, un troisième plateau, juste au-dessus du niveau actuel de la mer, se trouve au nord et à l'est de l'île.

## Origine du Nom
Nusa signifie « île » et Penida signifie « prêtres » en balinais. Ainsi, Nusa Penida se traduit par « l’île des prêtres ». À l’origine, Nusa Penida était connue des Balinais comme l’île de la magie noire. Les habitants locaux croyaient que l’île était habitée par des esprits sombres, exilés sur l’île par les prêtres de Bali.

## Démographie

### Informations générales
L'île de Nusa Penida est habitée par 64 580 personnes. La majorité de sa population fait partie du peuple balinais.

### Religion
63 532 habitants (98,38% de la population totale) de Nusa Penida sont hindous. L'île comporte également 960 musulmans (1,49%) et 88 adhérents d'autres religions (0,14%).

## À voir à Nusa Penida
Du fait de sa géographie, Nusa Penida offre de superbes panoramas, notamment depuis les falaises de sa côte sud. Des sentiers, plus ou moins bien organisés dans la falaise permettent souvent de descendre jusqu’à des plages spectaculaires. Certaines plages de l’ouest ou au Nord sont plus facilement accessibles par la route.
Les vagues et les courants peuvent être violents et les routes sont souvent en mauvais état. La prudence s’impose un peu partout sur l’île.

### Kelingking Beach

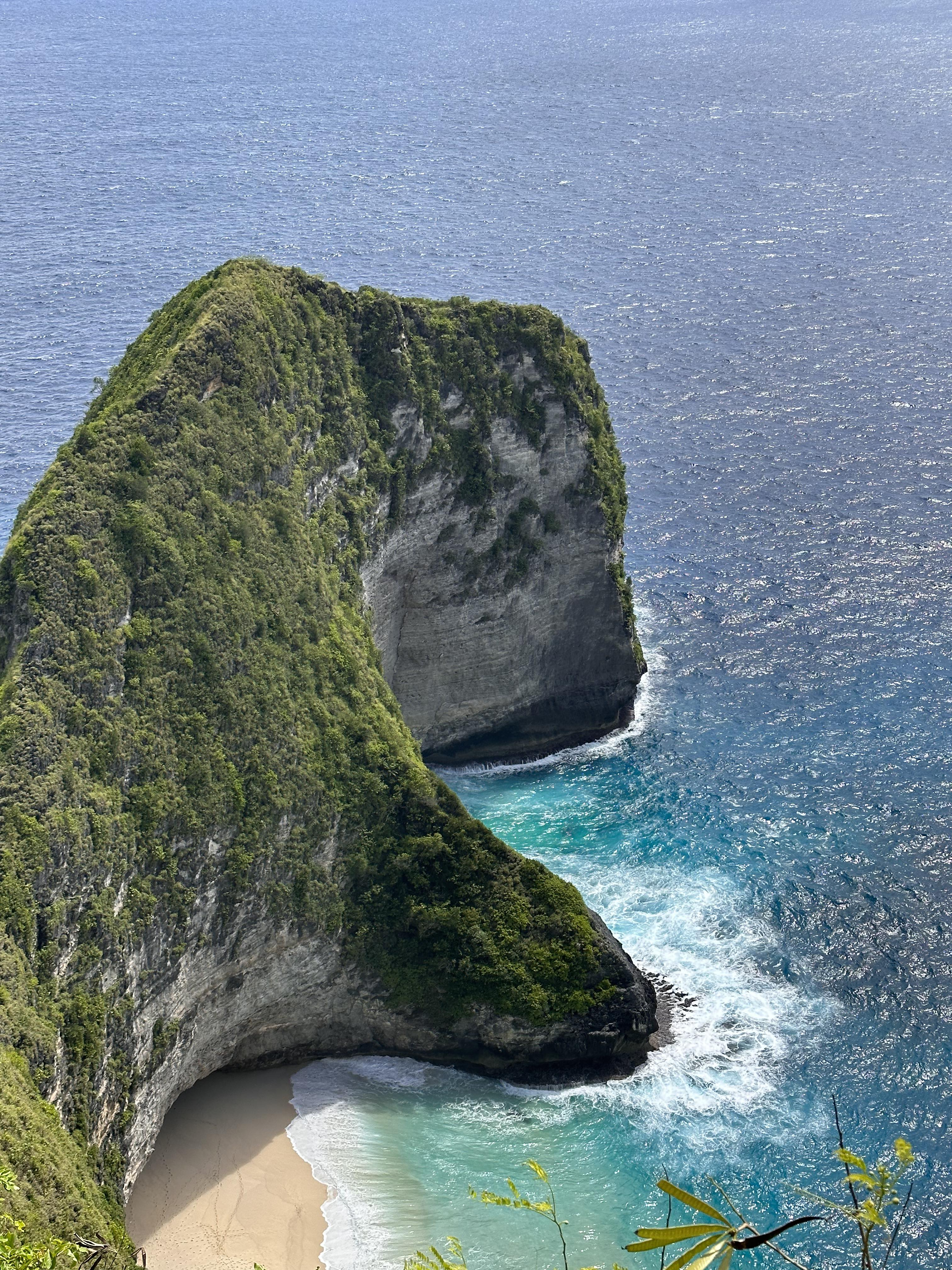
Kelingking Beach.

C’est le site le plus connu de Nusa Penida, car le rocher qui domine la mer ressemble à un dinosaure qui viendrait s’abreuver dans l’eau. La baie s’appelle d’ailleurs T-Rex Bay.

### Broken Beach
Un morceau de la falaise de forme circulaire s’est effondré dans l’eau formant une petite baie dans laquelle la mer rentre en passant sous une arche.

### Angel’s Billabong
Une piscine naturelle s’y remplit à marée haute et domine la mer à marée basse.

### Crystal Beach
C’est une des belles plages de la côte ouest sur une baie au milieu de laquelle trône un rocher surmonté d’un temple. C’est un site idéal pour les couchers de soleil.

### Atuh Beach
C’est la plus belle plage de la côte est, idéale pour les levers de soleil.

### Goa Giri Putri
On peut y visiter une succession de temples à l’intérieur d’une immense grotte dans laquelle on entre par un petit boyau. Très spectaculaire.

## Sites de plongée
Nusa Penida dispose d'une vingtaine de sites de plongée sous-marine (carte et description des sites), certains étant également praticables en PMT. Les sites sont exposés à des courants modérés à forts et les plongées se pratiquent bien souvent en dérive.
Les plongées autour de Nusa Penida sont réputées sur le plan international, les eaux autour de Nusa Penida, Nusa Lembongan et Nusa Ceningan regroupant quelque 296 espèces de coraux et 576 espèces de poissons de récifs. La présence tout au long de l'année de raies manta ainsi que la possibilité de voir régulièrement le poisson lune (Mola Mola) contribuent également à la notoriété des plongées autour de ces trois îles. Enfin, brassées par de forts courants, les eaux autour de Nusa Penida & Nusa Lembongan offrent une visibilité exceptionnelle tout au long de l'année.
Depuis 2010, un périmètre de 20 057 hectares autour de Nusa Penida et des îles voisines de Nusa Ceningan & Nusa Lembongan a été déclaré Zone Maritime Protégée interdisant toute pêche industrielle ainsi que limitant les activités aquatiques de loisir.

### Manta Bay et Manta Point
Situés sur la côte sud ouest de Nusa Penida, ces sites abritent une population de quelque 120 raies manta qu'il est possible d'admirer en plongée ou en PMT tout au long de l'année.

### Crystal Bay
Avec Manta Bay et Manta Point, Crystal Bay est le site le plus réputé de Nusa Penida. On y rencontre régulièrement — si ce n'est quotidiennement entre mai et septembre — le fameux poisson lune ou Mola mola. Crystal Bay dispose également d'un magnifique jardin de corail et la visibilité y est souvent supérieure à 30 mètres.

### Toyapakeh
Toyapakeh regroupe une très grande variété de coraux mous, coraux durs, poissons tropicaux, crustacés et invertébrés. Là aussi, on croise régulièrement le poisson lune ainsi que quantité de pélagiques.

### La côte nord: S.D. Point, Pura Ped, Sental Point et Buyuk Point
Là encore la vie aquatique est très variée et permet d'admirer régulièrement des espèces pélagiques, quelques requins de récif et des tortues. Le poisson lune y fait là encore de régulières apparitions.

### La côte est: Sampalan Point, Karang Sari Point, Malibu Point, Batu Abah
Ces sites sont plus fortement accidentés, le courant y est plus intense, ce qui ce les destine aux plongeurs les plus expérimentés. Ils sont réputés pour abriter de très nombreux requins et pélagiques.
Enfin, les îles voisines de Nusa Lembongan et Nusa Ceningan comportent quatre sites de plongée tout aussi séduisants par la diversité de la vie aquatique et par les rencontres qu'ils proposent[évasif].

## Galerie d'images

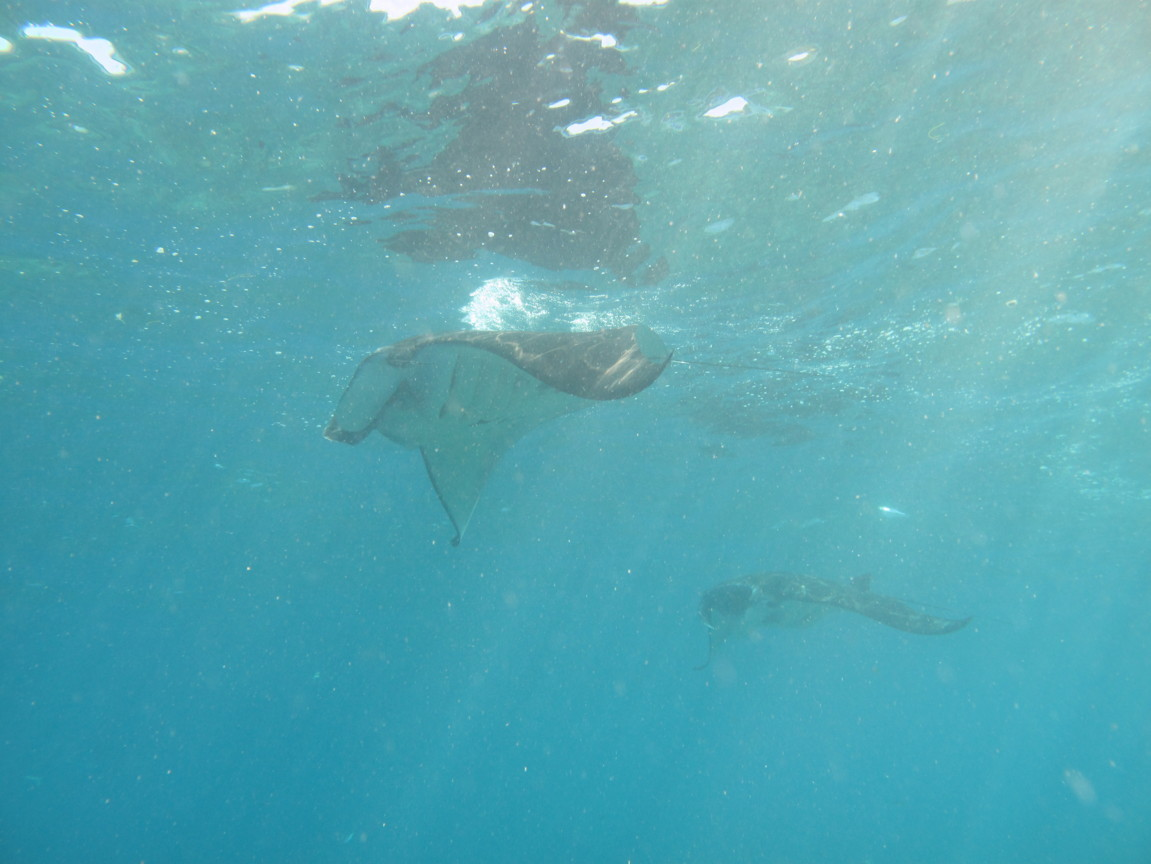
Raies manta @ Manta Bay, Nusa Penida
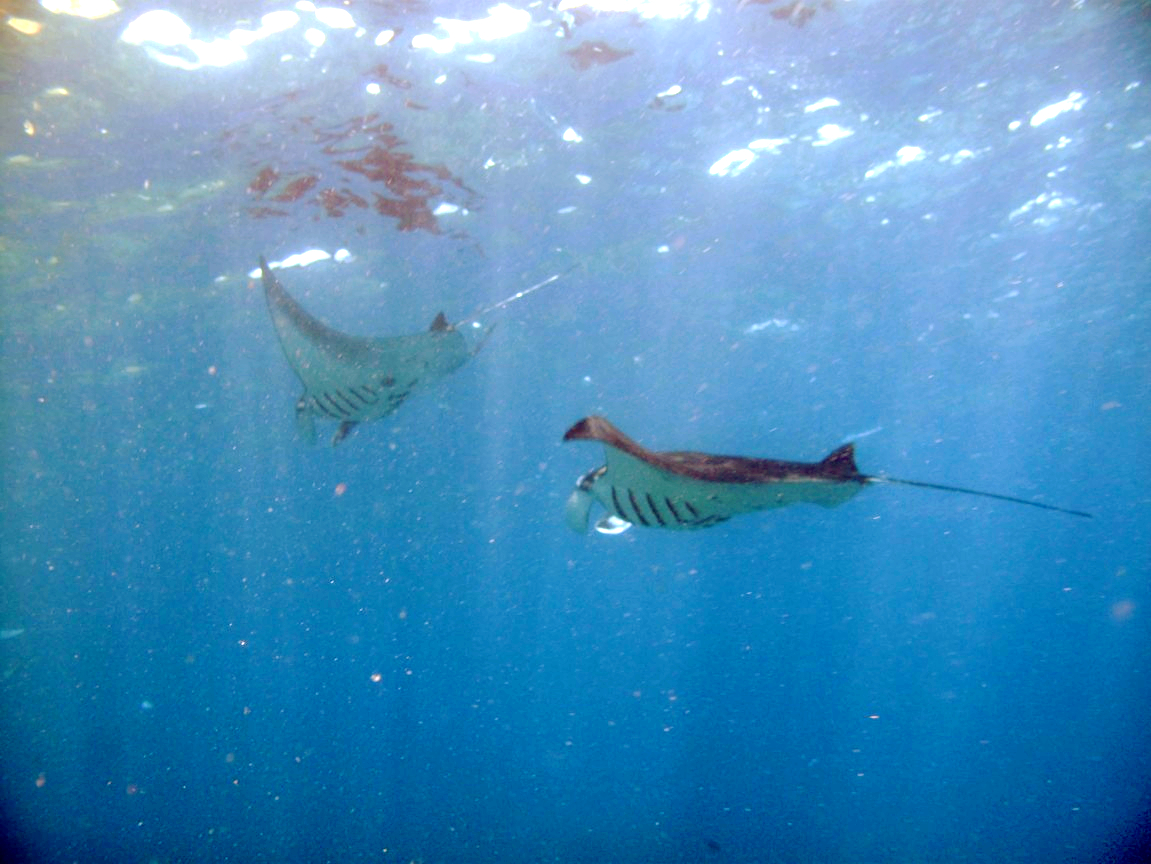
Raies manta @ Manta Bay, Nusa Penida
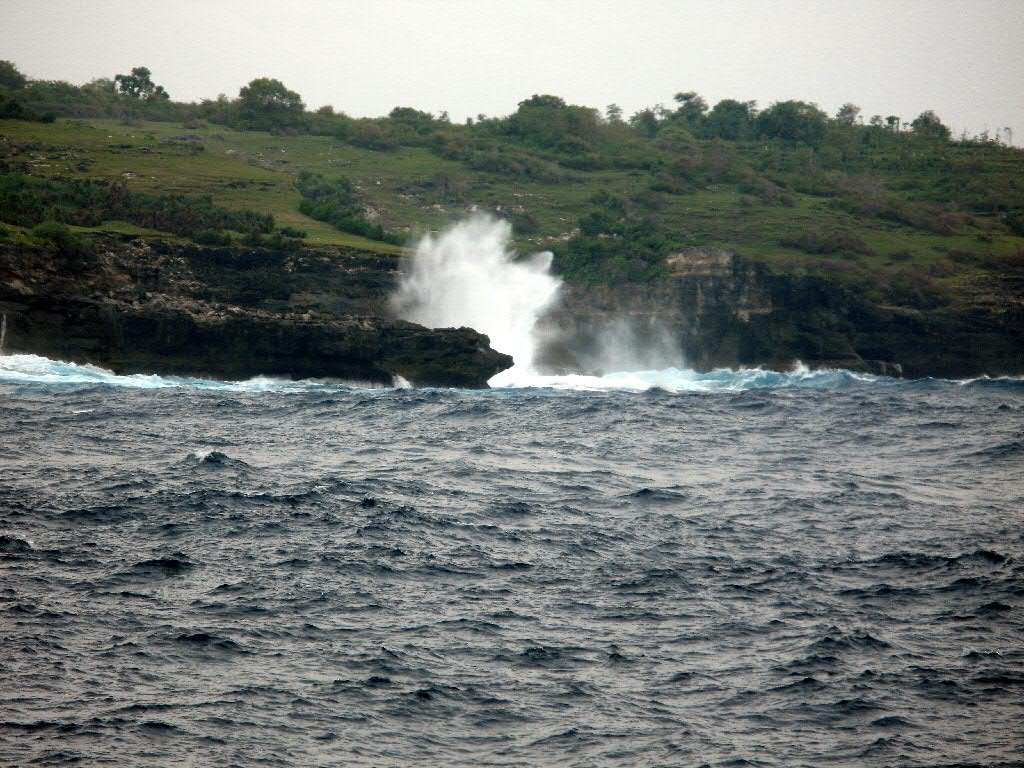
Mer turbulente près de la côte
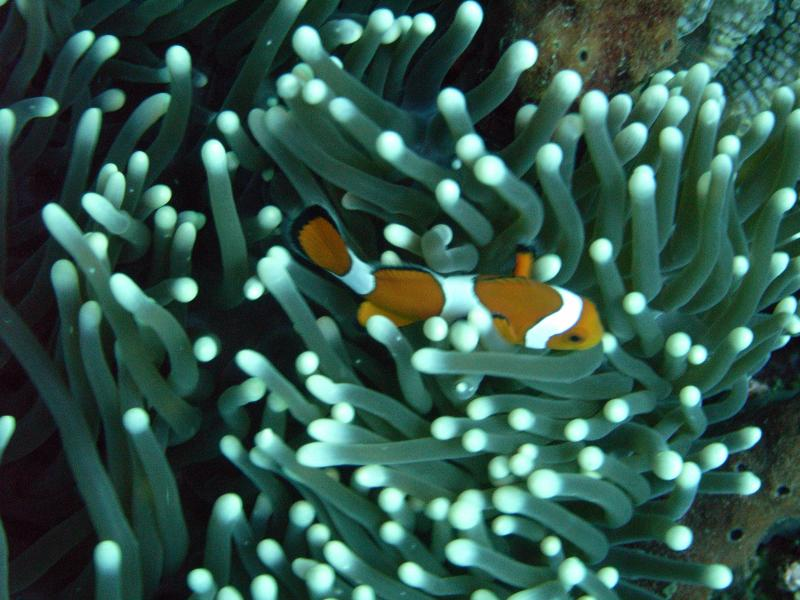
Fond marin
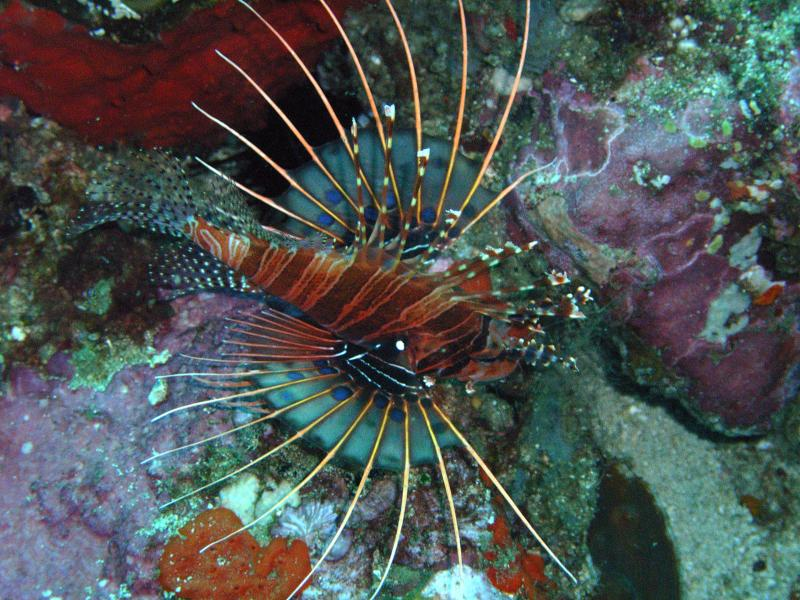
Fond marin
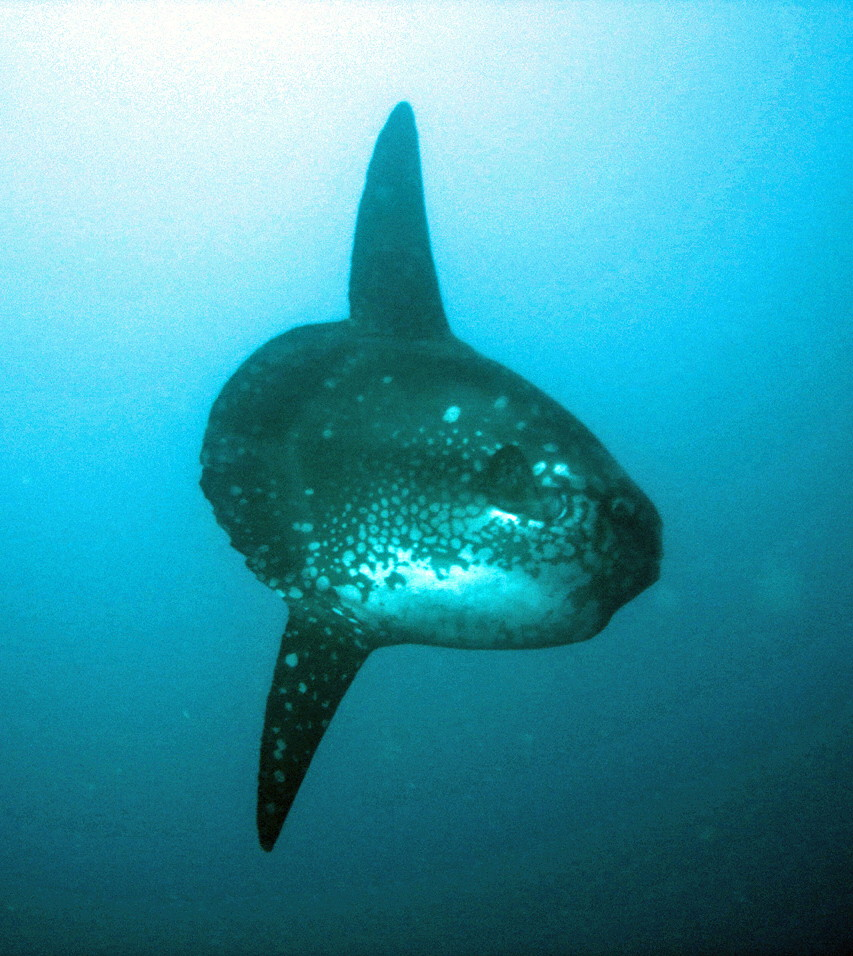
Poisson-lune à 30 m de fond
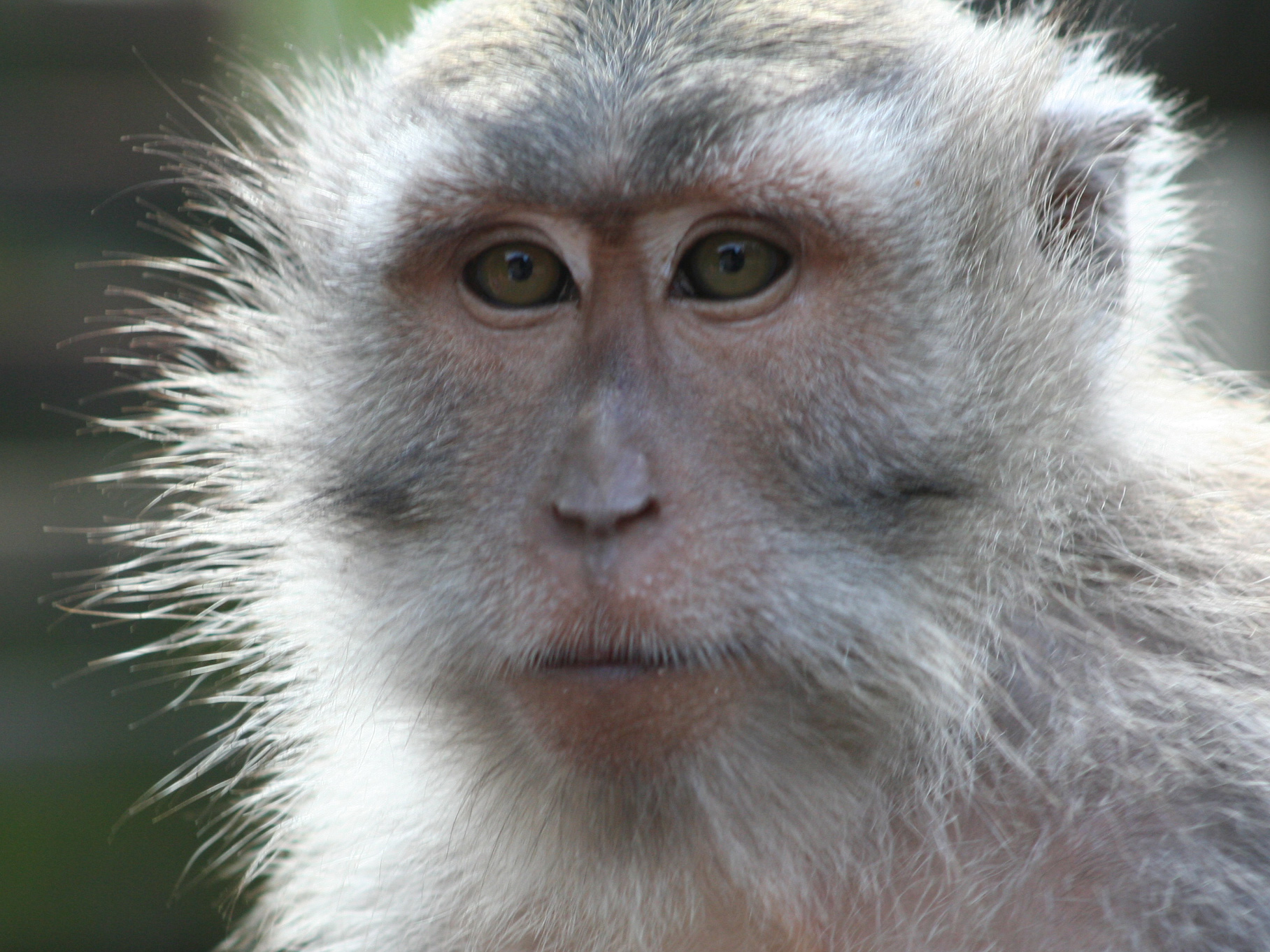
Macaque crabier

### Webographie
- History of Nusa Penida, Nusa Lembongan & Nusa Ceningan en